# 师寨镇 (丰县)
师寨镇，是中华人民共和国江苏省徐州市丰县下辖的一个乡镇级行政单位。

## 行政区划
师寨镇下辖以下地区：
史小桥社区、师寨社区、花园村、汪屯村、谢屯村、冯屯村、刘小营村、李庄村、魏堂村、刘庄村、张堂村、仇集村、马庄村、贾庄村、古庙村、师寨村、李新庄村、宋庄村、小李庄村、店子村、小韩庄村、刘土楼村、周彭庄村、史小桥村、孙史庄村、郭集村、邱堤口村、亭台集村、小陈庄村和程庄村。